# Поріг чутності

Крива порогів абсолютної чутності, виміряна в умовах вільного поля

Порі́г чу́тності — найменше значення звукового тиску конкретної частоти звукової хвилі яке ще може сприймати людське вухо. 
Для частоти 1 000 Гц поріг чутності відповідає звуковому тиску в 2×10-5 Н/м², який вважають початковим, нульовим рівнем гучності в 0 децибел. 
Поріг чутності залежить від частоти звуку. При дії шумів й інших звукових роздратувань, поріг чутності для даного звуку підвищується (див. Маскування звуку), причому підвищене значення порога чутності зберігається якийсь час після припинення дії фактора, що заважає, а потім поступово повертається до початкового рівня. У різних людей й у тих самих осіб у різний час поріг чутності може різнитися залежно від віку, фізіологічного стану, тренованості. Вимірювання порога чутності звичайно розробляються методами аудіометрії.